# 909 (szám)
A 909 (római számmal: CMIX) egy természetes szám, palindromszám.

## A szám a matematikában
A tízes számrendszerbeli 909-es a kettes számrendszerben 1110001101, a nyolcas számrendszerben 1615, a tizenhatos számrendszerben 38D alakban írható fel.
A 909 páratlan szám, összetett szám, kanonikus alakban a 32 · 1011 szorzattal, normálalakban a 9,09 · 102 szorzattal írható fel. Hat osztója van a természetes számok halmazán, ezek növekvő sorrendben: 1, 3, 9, 101, 303 és 909.
Középpontos dodekaéderszám.
A 909 négyzete 826 281, köbe 751 089 429, négyzetgyöke 30,14963, köbgyöke 9,68697, reciproka 0,0011001. A 909 egység sugarú kör kerülete 5711,41544 egység, területe 2 595 838,319 területegység; a 909 egység sugarú gömb térfogata 3 146 156 043,1 térfogategység.